# Kanton Bellerive-sur-Allier
Kanton Bellerive-sur-Allier (francouzsky Canton de Bellerive-sur-Allier) je francouzský kanton v departementu Allier v regionu Auvergne-Rhône-Alpes. Tvoří ho 11 obcí. Zřízen byl v roce 2015.

## Obce kantonu
- Bellerive-sur-Allier
- Broût-Vernet
- Brugheas
- Cognat-Lyonne
- Escurolles
- Espinasse-Vozelle
- Hauterive
- Saint-Didier-la-Forêt
- Saint-Pont
- Serbannes
- Vendat